# 第三十八届超级碗
第三十八届超级碗（Super Bowl XXXVIII）是美国国家橄榄球联盟2003赛季的总决赛，由美联冠军新英格兰爱国者队对阵国联冠军卡罗来纳黑豹队。比赛于2004年2月1日在休斯顿的瑞兰特体育场（Reliant Stadium）举行。
最终，新英格兰爱国者队以32-29战胜卡罗来纳黑豹队，再次夺得超级碗冠军。球员-四分卫汤姆·布雷迪获得最有价值球员称号，這次是他第二次獲得。
本次超級盃也以中場表演引起了極大的爭議聞名，因為贾斯汀扯掉了珍妮的上衣，使其右乳通过卫星转播在将近9000万观众面前完全暴露了0.8秒。除了半場時間的其餘部分，它還導致聯邦通信委員會（FCC）立即進行譴責及相關動作，並廣泛討論了在電視廣播中的猥褻行為。

## 概要
NFL的所有者在2000年11月1日在亞特蘭大舉行的會議上投票決定將本屆超級碗給休斯頓來舉行。這是第一個在可伸縮屋頂的體育場內進行的超級碗（但最在比賽期間關閉屋頂）。這也標誌著4次嘗試中，愛國者隊第一次打出了不在新奧爾良的超級碗比賽。
這場比賽創造了超級碗冠軍七個羅馬數字的記錄。直到2043年NFL賽季之後的超級碗LXXVIII和2052年賽季之後的超級碗LXXXVII，才能再度達到7個羅馬數字，並且在2053賽季之後直到超級碗LXXXVIII才會超過。
從這場比賽開始，所有超級碗比賽都在每年2月的第一個星期天進行。

## 表演

### 賽前儀式
在比賽開始之前，兩支球隊都有機會讓他們的先發球員單獨介紹，這一舉動在第三十六屆超級碗的愛國者隊中得以延續。

### 中場表演
珍妮·杰克逊受邀在超级碗半场休息时表演，当演唱完自己的两首歌曲《All for You》和《Rhythm Nation》后，她与歌手贾斯汀·提姆布莱克一同表演了后者的歌曲《Rock Your Body》。当贾斯汀唱完歌中的歌词“最后让你脱光光（gonna have you naked by the end of this song）”后，他扯掉了珍妮的上衣，使其右乳通过卫星转播在将近9000万观众面前完全暴露（虽然乳頭有被一个金黃色圓狀的乳貼遮住而沒有暴露）了0.8秒。表演结束后珍妮立即向大众道歉，并声称这只是一次事故而非刻意安排，原先预想的舞台效果只是贾斯汀撕掉外侧的皮质紧身衣，而留红色的胸罩在身上。她还表示：“如果有冒犯到任何人，我真心的表示歉意。但这真的不是我的本意……MTV、CBS以及国家橄榄球联盟都不曾预计到会发生什么，但是不幸的是，最后还是出现了差错。”
美国联邦通信委会最後以就本事件疏于管理的名义向CBS开出了一张55万美元的巨额罚单。

## 先發陣容
來源:
新英格蘭愛國者隊以32-29戰勝卡羅來納黑豹隊
進入名人堂‡
| 卡羅來納黑豹       | 位置 | 位置 | 新英格蘭        |
| ------------------ | ---- | ---- | --------------- |
| 進攻               |      |      |                 |
| Muhsin Muhammad    | WR   | WR   | Deion Branch    |
| Todd Steussie      | LT   | LT   | Matt Light      |
| Jeno James         | LG   | LG   | Russ Hochstein  |
| Jeff Mitchell      | C    | C    | Dan Koppen      |
| Kevin Donnalley    | RG   | RG   | Joe Andruzzi    |
| Jordan Gross       | RT   | RT   | Tom Ashworth    |
| Jermaine Wiggins   | TE   | TE   | Daniel Graham   |
| Steve Smith        | WR   | WR   | Troy Brown      |
| Jake Delhomme      | QB   | QB   | Tom Brady       |
| Stephen Davis      | RB   | RB   | Antowain Smith  |
| Brad Hoover        | FB   | FB   | Larry Centers   |
| 防守               |      |      |                 |
| Julius Peppers     | LDE  | LE   | Bobby Hamilton  |
| Brentson Buckner   | LDT  | NT   | Ted Washington  |
| Kris Jenkins       | RDT  | RE   | Richard Seymour |
| Mike Rucker        | RDE  | OLB  | Willie McGinest |
| Greg Favors        | SLB  | ILB  | Tedy Bruschi    |
| Dan Morgan         | MLB  | ILB  | Roman Phifer    |
| Will Witherspoon   | WLB  | OLB  | Mike Vrabel     |
| Ricky Manning, Jr. | LCB  | LCB  | Ty Law‡         |
| Reggie Howard      | RCB  | RCB  | Tyrone Poole    |
| Mike Minter        | SS   | S    | Eugene Wilson   |
| Deon Grant         | FS   | S    | Rodney Harrison |

## 比賽官員
- 裁判: Ed Hochuli（英语：Ed Hochuli） #85  (XXXII)
- 裁判員: 傑夫·賴斯 #44 (XXXVI)
- 主線審: Mark Hittner（英语：Mark Hittner） #28  (XXXVI)
- 邊線裁判: 本·蒙哥馬利 #117  (XXXII)
- 現場裁判: Tom Sifferman（英语：Tom Sifferman） #118 (XXXVII)
- 邊主審: Laird Hayes（英语：Laird Hayes） #125  (XXXV)
- 背面主審: 斯科特·格林 #19
- 替補裁判: Bill Carollo（英语：Bill Carollo） #63
- 替補裁判員: Jim Quirk（英语：Jim Quirk） #5
- 替補現場裁判: Bill Lovett #98

Tom Sifferman成為第二位在球場上連續參與超級碗的官員。第一名是Jim Tunney，第11和12屆的裁判。